# Loga, Niger
Loga là một thị trấn ở vùng Dosso, Niger.

## Địa lý
Loga nằm cách thủ đô Niamey khoảng 120 km về phía đông.

## Nhân khẩu
Các dân tộc chính trong thị trấn là Hausa, Zarma và Fulani.

## Giao thông
Các tuyến quốc lộ số 14 và 23 đi qua thị trấn.